# قانون حفظ
في الفيزياء، قانون الحفظ أو قانون الانحفاظ هو القانون الذي ينص على أن خاصة مقيسة معينة لنظام فيزيائي معزول تبقى ثابتة طالما لم يتأثر هذا النظام بغيره. هناك عدة قوانين حفظ يشكل كل واحد كياناً رياضياً يميز تناظراً ضمن النظام الفيزيائي.
قوانين الحفظ الدقيقة أو التامة exact laws :
- حفظ الطاقة.
- حفظ الزخم الخطي.
- حفظ الزخم الزاوي.
- انحفاظ الشحنة الكهربائية.
- حفظ الشحنة اللونية.
- معادلة الاستمرارية والتي تتضمن «حفظ الاحتمالية».

قوانين الانحفاظ التقريبية تكون صحيحة فقط في السرعات القليلة، الفترات الزمنية القصيرة، تآثرات معينة :
- حفظ المادة (ينطبق في حالة السرعات القليلة التي لا تقارب سرعة الضوء).
- حفظ العدد الباريوني (انظر لانظامية يدوانية chiral anomaly).
- حفظ العدد الليبتوني (ضمن النموذج العياري).
- حفظ النكهة يتم خرقه بالقوة النووية الضعيفة.
- حفظ التكافؤ.
- خرق تناظر الشحنة والسوية.

## وصلات خارجية
- Conservation Laws نسخة محفوظة 1 يونيو 2020 على موقع واي باك مشين. - كتاب على الإنترنت